# Kostel svatého Petra a Pavla (Petrovice, okres Příbram)
Farní kostel svatého Petra a Pavla je jednou z hlavních dominant Petrovic u Sedlčan v okrese Příbram.

## Historie
První doložené zprávy o osadě Petrovice jsou z roku 1219. Písemné zmínky o farním kostele sv. Petra a Pavla pocházejí z roku 1350. Gotický kostel, jen s malou věžičkou obklopený hřbitovem, stál na tomto místě s velkou pravděpodobností již koncem 12. století. Jeho tehdejší podobu dnes připomíná křížová klenba presbytáře a kamenný hrotitý portál bočního vchodu. V 15. století došlo i v Petrovicích ke změnám, které s sebou přineslo husitství. Farnost spravovali husitští a později utrakvističtí kněží.
Roku 1650 se stali majiteli petrovického panství jezuité. Byla postavena nová fara a roku 1711 obnovena katolická farnost. Jezuité nechali malý zchátralý kostel v roce 1721 přestavět v barokním stylu. Z jeho barokního vybavení tam lze vidět křtitelnici, sochu ukřižovaného Ježíše Krista, sochu Jana Nepomuckého, barokní varhany, mramorové kropěnky a dvě náhrobní desky zesnulých jezuitů.
V 19. století došlo ke změnám v jeho barokním vybavení. Nad sakristií byla postavena oratoř, nová kazatelna byla umístěna pod vítězný oblouk a barokní postranní oltáře nahrazeny oltáři se sochami Panny Marie Lurdské a Nejsvětějšího Srdce Ježíšova. Okna dostala výplně s vitrážovými obrazy a v roce 1888 byl hřbitov, který od počátku kostel obklopoval, přemístěn mimo zástavbu obce. Mobiliář kostela doplnily nové sochy a obrazy křížové cesty.

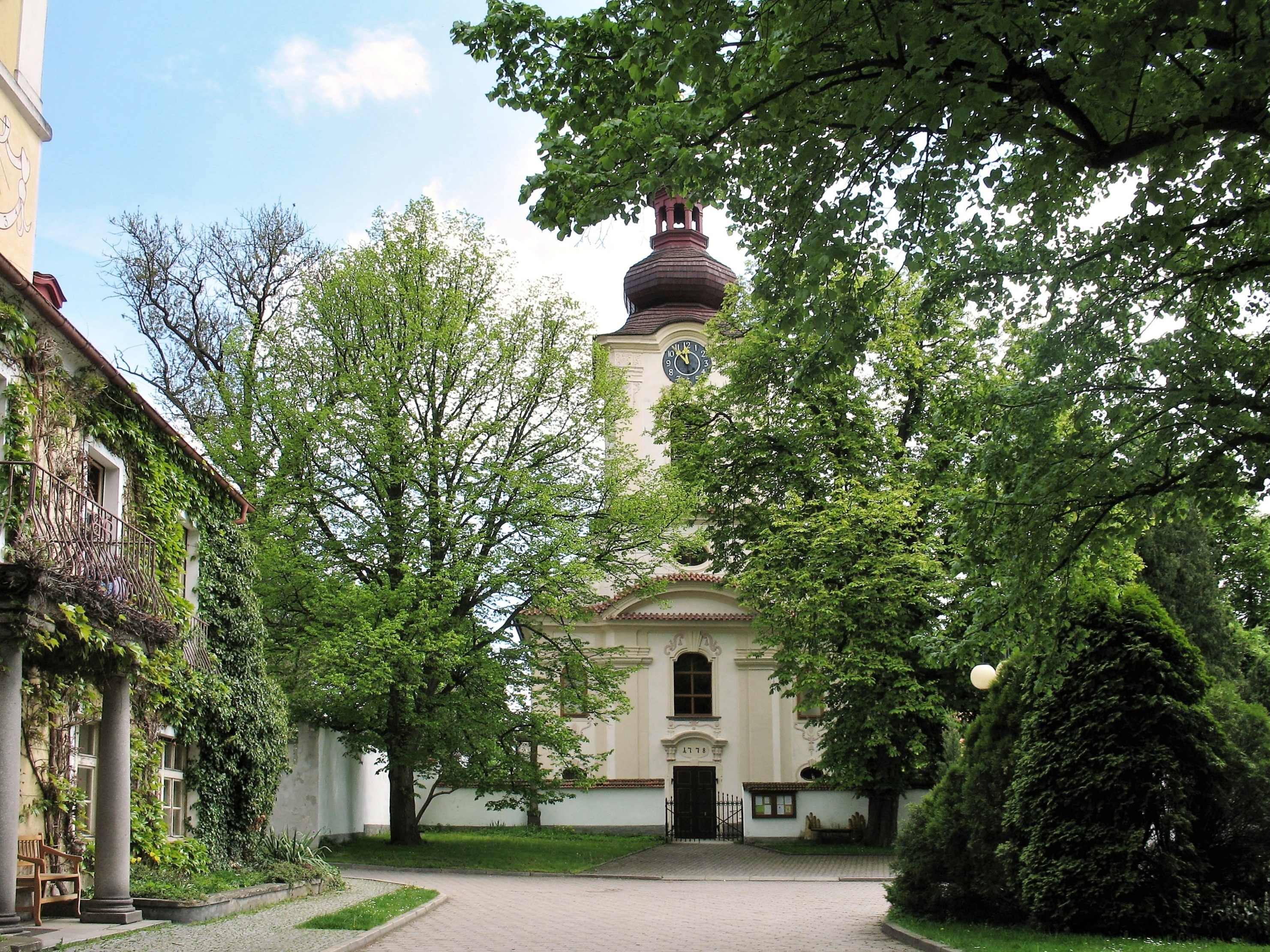
Pohled z náměstí od bývalé jezuitské rezidence

Současný hlavní oltář je kopií původního barokního oltáře, který téměř celý shořel v roce 1934 při požáru v presbytáři. V jeho horní části je malý obraz sv. Martina a pod ním velký oltářní obraz sv. Petra a Pavla, který namaloval akademický malíř Alois Bílek, rodák ze Skoupého. Okraje oltáře zdobí sochy patronů kostela. Z této doby je i nástropní obraz akademického malíře Františka Fišera Andělé klanící se Ježíši Spasiteli v podobě IHS. Výzdobu kostela doplnily obrazy Ježíš a Samařanka a Legenda o sv. Anežce. Sloupy pod kruchtou zdobí sochy sv. Václava a sv. Jana Nepomuckého.
V 60. letech 20. století byla v prostoře Božího hrobu postavena skála se soškou Panny Marie Lurdské. V kostele jsou z té doby nové lavice a na postranním oltáři socha Neposkvrněného Srdce Panny Marie.
Po roce 1989 byla provedena generální oprava věže a nosných konstrukcí kostela. Do nové podlahy jeho lodi bylo zavedeno elektrické vytápění. Po rekonstrukci v roce 2014 barokní varhany opět slouží svému účelu. V kostele je umístěna restaurovaná socha sv. Václava, kterou na sloupu před kostelem nahradila její kopie. U bývalé hřbitovní zdi stojí kaplička sv. Jana Nepomuckého.

## Zvony
Po celkové barokní přestavbě kostela byly roku 1779 do nové zvonice zavěšeny renesanční zvony Petr z roku 1532 a Pavel z roku 1522, v malé vížce byl malý blíže neurčený zvonek. V průběhu 19. století byly ve velké věži dva velké a dva menší zvony. Zvon Pavel byl v roce 1861 přelit a nově vysvěcen.
Za první světové války byly zvony rekvírovány. I když rakouská vláda slíbila ušetřit zvony historické ceny, byl zvon Petr také odvezen. Zůstal jen malý „umíráček“. Po 1. světové válce bylo ustanoveno Komité pro zřízení nových zvonů. Ze sbírek a darů byly pořízeny do roku 1925 velké zvony Pavel a Petr.
Po 25 letech čekal zvony stejný osud. Zvonice ve věži opět zela prázdnotou. Zůstal jen jeden malý zvonek. V roce 1966 byly vypůjčeny z Liběchova u Mělníka dva zvony do velké věže.
Po roce 1989 obecní zastupitelstvo společně s P. Bartákem začalo usilovat o zřízení nových zvonů. Snaha byla korunována úspěchem a 25. června mohl biskup Jaroslav Škarvada posvětit tři nové petrovické zvony se jmény sv. Petr, sv. Pavel a sv. Martin, které odlila firma Dytrych z Brodku u Přerova. V malé věži je zavěšen zvon „umíráček“. Vypůjčené zvony byly do kostela v Liběchově vráceny.